# Lotfi Saidi
Lotfi Saidi, né le 8 juin 1982, est un footballeur tunisien. Il joue au poste de gardien de but avec le Sporting Club de Ben Arous.
En signant à Malte en 2010, il devient le premier joueur tunisien à évoluer dans le championnat maltais.

## Clubs
- ?-juillet 2006 : Stade nabeulien (Tunisie)
- juillet 2006-janvier 2010 : Club sportif sfaxien (Tunisie)
- janvier-août 2010 : Avenir sportif de Kasserine (Tunisie)
- août 2010-août 2011 : Floriana Football Club (Malte)
- janvier 2012-juillet 2013 : Étoile sportive de Béni Khalled (Tunisie)
- juillet 2013-juillet 2014 : Jendouba Sports (Tunisie)
- juillet 2014-janvier 2015 : Association sportive de Djerba (Tunisie)
- janvier 2015-août 2016 : Avenir sportif de Soliman (Tunisie)
- août 2016-août 2018 : Sporting Club de Ben Arous (Tunisie)
- août 2018-août 2019 : Club sportif de Korba (Tunisie)
- depuis août 2019 : Sporting Club de Ben Arous (Tunisie)

## Palmarès
- Championnat de Tunisie : 2005
- Coupe de Tunisie : 2004
- Coupe de la confédération : 2007, 2008